# Die letzte Chance (1945)
Die letzte Chance ist ein während des Zweiten Weltkriegs spielendes Schweizer Flüchtlingsdrama von Leopold Lindtberg. Der Film erlebte seine Uraufführung am 26. Mai 1945 in Zürich.

## Handlung
Zweiter Weltkrieg, Oberitalien 1943. Ein deutscher Transportzug mit alliierten Kriegsgefangenen auf dem Weg nach Innsbruck wird von alliierten Fliegern angegriffen, beschossen und in Brand gesetzt. Zahlreiche alliierte Soldaten fliehen aus den lodernden Waggons. Während einige von ihren deutschen Bewachern auf der Flucht erschossen werden, können der englische Leutnant Halliday und der amerikanische Sergeant Braddock entfliehen. Sie verstecken sich im Dunkeln, übernachten auf dem Heuschober eines Bauern, der sie dabei entdeckt, und schlagen sich mit Hilfe eines italienischen Fuhrmannes, der sie in seinem Eselskarren versteckt und an den Kontrollpunkten der italienischen Faschisten durchschmuggelt, in Richtung Schweizer Grenze durch.
Auf dem Weg in die rettende Freiheit begegnen die beiden der jungen Tonina, die am See ihre Wäsche wäscht. Sie hilft den beiden weiter. Ein voreilig verkündeter Waffenstillstand lässt Halliday und Braddock kurz auf Frieden hoffen, doch dieser erweist sich als trügerisch. Von Toninas Onkel in Zivilklamotten gesteckt, verstecken sich Halliday und Braddock in einem Güterzug, wo sie Zeugen einer Deportation von Juden werden. Die Flucht der beiden Männer führt sie in ein Bergdorf, wo die beiden Soldaten bei der Überquerung einer kleinen Brücke von antifaschistischen Partisanen kontrolliert werden. Im Dorf lernen sie bei strömendem Regen in der Kirche den Pfarrer kennen, der ihnen ebenfalls weiterhilft. Er bringt die beiden Männer zu dem örtlichen Gasthof, einer Sammelstelle für  Flüchtlinge. Soeben sind französisch-, deutsch-, holländisch- und polnischsprachige Flüchtlinge zurückgekehrt, die wegen Schneesturms vergeblich versucht hatten, die Grenze zur Schweiz zu überqueren. Halliday lernt den erfahrenen Bergführer Giuseppe kennen, und er sieht, wie ein Flüchtling, Frau Wittels, mit ihrem Sohn Bernard eintrifft. Frau Wittels hatten Halliday und Braddock bereits aus ihrem Versteck beim Juden-Deportationszug bemerkt, als sie verzweifelt versucht hatte, die Deportation ihres Mannes zu verhindern. Im Glockenturm der Dorfkirche machen die beiden alliierten Soldaten ihre entscheidende Begegnung, als sie den gleichfalls entflohenen britischen Major Telford kennenlernen.
Als im Radio die Befreiung Mussolinis durch eine Sondereinheit der SS verlautbart wird, wechselt ein politisch durch und durch opportunistischer Dörfler erneut die Seiten, steckt sich sein soeben abgelegtes Parteizeichen wieder an und geht ins Tal, um die dort stationierten Deutschen zu informieren, dass sich im Dorf wieder Flüchtlinge aufhalten. Daraufhin stürmen Einheiten ins Bergdorf. Als Erste wacht Frau Wittels inmitten der Nacht auf, als sie Schüsse hört, die von der Brücke herüberhallen. Dort liefert sich die SS ein Scharmützel mit den Partisanen. Diese kehren mit Verwundeten ins Dorf zurück und fordern alle Dorfbewohner auf, den Ort zu ihrer eigenen Sicherheit sofort zu räumen. Der Dorfpriester überredet die drei alliierten Offiziere, mit den verängstigten Gasthof-Flüchtlingen augenblicklich in Richtung Grenze aufzubrechen, ehe es zu spät ist. Es ist für alle die letzte Chance. Man solle versuchen, das Dorf Giuseppes zu erreichen, denn dort sei man sicherer. Giuseppe könne erneut versuchen, alle über die Schweizer Grenze zu bringen. Während der Dorfpfarrer mit den Alten des Ortes zurückbleibt und von den deutschen Besatzern verhaftet wird, erreichen die von Telford angeführten Flüchtlinge das Nachbardorf.
Doch sie finden es völlig zerstört vor. Die Häuser wurden niedergebrannt, die Männer erschossen. Und alles nur, weil die Deutschen ein einziges Gewehr (überdies ein Jagdgewehr) im Ort gefunden hatten. Auch Giuseppe ist unter den Opfern. Die drei alliierten Soldaten beschliessen, die bunt zusammengewürfelte Flüchtlingstruppe beim Fluchtversuch in die Schweiz mitzunehmen. Ihnen schliessen sich auch mehrere kleine Kinder an, die durch den nationalsozialistischen Terror zu Waisen geworden sind. Der Aufstieg in die schneebedeckte Bergwelt bei Wind und Wetter ist vor allem für die Alten kraftraubend. Der gebrechliche Jude Hillel bricht im Schnee zusammen. Man hilft ihm wieder auf. Schliesslich erreicht die Flüchtlingstruppe eine kleine Berghütte, die vorübergehend Schutz vor dem draussen tobenden Schneesturm bietet. Dort kommt man sich auch menschlich näher. Es entsteht so etwas wie ein von tiefem Humanismus geprägtes, internationales Zusammengehörigkeitsgefühl über alle Sprachbarrieren und Mentalitätsunterschiede hinweg, das im gemeinsamen Singen des Kanons Frère Jacques kulminiert, wobei jede Person dieses Kinderlied in seiner eigenen Sprache singt.
Plötzlich naht ein deutscher Trupp, und die Flüchtlinge verstecken sich in der Hütte. Doch die deutschen Soldaten gehen an der Hütte vorbei, in der Absicht, so rasch wie möglich die Passhöhe zur Schweiz zu besetzen, um von dort den Flüchtlingsstrom in das neutrale Nachbarland zu unterbinden. Die alliierten Soldaten hören von deren Absicht und ändern ihren Plan. Halliday schlägt vor, dass die Flüchtlinge bei Nacht an den deutschen Grenzposten vorbeischleichen sollen, während die Offiziere die deutschen Grenzwächter abzulenken versuchen. Doch Bernard Wittels hat längst seinen eigenen Plan geschmiedet. Als der Pass in Sicht ist, entfernt er sich in voller Absicht von den anderen Flüchtlingen und macht so die Deutschen auf sich aufmerksam, die ihn sofort auf ihren Skiern verfolgen. Er klettert durch den Schnee in Richtung Berggipfel und wird dabei hinterrücks erschossen. Bernards Mutter, die das alles mit ansehen muss, schreit vor Entsetzen und erweckt damit die Aufmerksamkeit der Deutschen. Sie schiessen auch auf die anderen Flüchtlinge. Während die meisten von ihnen entkommen, wird Halliday getroffen, als er einem seiner Schutzbefohlenen, dem alten Hillel, zu helfen versucht. Doch der alte Mann schafft es nicht mehr.
Die Gunst des Moments nutzen die anderen Flüchtlinge und passieren unbeschadet die Grenze. Dort werden sie von einer Schweizer Grenzpatrouille in Empfang genommen. Auch Halliday kann sich schwer verletzt in die Schweiz retten. Beim Schweizer Grenzposten beginnen nun die bürokratischen Formalitäten. Die illegale Einreise in die Schweiz eröffnet neue Hindernisse. Die Flüchtlinge müssen erst einmal nachweisen, dass sie politisch verfolgt waren. Major Telford macht dem hilfsbereiten Chefgrenzer Oberleutnant Brunner klar, dass die Flüchtlinge Schreckliches durchgemacht haben und dass auf der anderen Seite des Passes ihr sicherer Tod wartet. Nach einem Telefonat gibt Bern grünes Licht, und schliesslich werden alle mit einem Lkw ins nächste Tal, in ein Flüchtlingslager, gefahren. Halliday überlebt die Fahrt nicht und wird auf dem örtlichen Friedhof beigesetzt.

## Produktion
Die letzte Chance gilt als die berühmteste Kinoproduktion der Schweiz in ihrer über einhundertjährigen Filmgeschichte. Die Dreharbeiten begannen am 8. November 1944 und wurden erst Anfang Mai 1945 beendet. Gedreht wurde überwiegend in den Schweizer Bergen. Die Aussenaufnahmen wurden vor allem im Tessin, in und um Gandria, Mergoscia, Caprino, Lamone, aber auch am Berninapass, in Filisur, Lenz, Müllheim-Wigoltingen sowie am Zürcher Güterbahnhof und am Lago Maggiore angefertigt. Die Studioaufnahmen entstanden im Filmstudio der Bellerive AG, Zürich.
Neben einer Fülle von Amateurdarstellern, darunter die aus deutscher Gefangenschaft entkommenen britischen bzw. US-amerikanischen Soldaten Morrison, Hoy und Reagan, wirkten auch drei namhafte Schweizer Profischauspieler mit: Therese Giehse, Leopold Biberti und Sigfrit Steiner. Der völkerverbindende Charakter des Films wird auch durch die zahlreichen Sprachen, die in Die letzte Chance gesprochen werden, unterstrichen. Es wird dadurch hervorgehoben, dass trotz des Sprachenwirrwarrs und den damit einhergehenden, linguistischen Verständigungsschwierigkeiten eine Verständigung zwischen Menschen unterschiedlichster Herkunft sehr wohl möglich ist.
Die letzte Chance erlebte nach seiner Welturaufführung einen internationalen Triumphzug, der seinesgleichen sucht. Innerhalb kürzester Zeit lief der Film auch in den westlichen Siegermächten an: Am 27. November 1945 in New York City, am 19. Dezember 1945 in Paris und am 1. Februar 1946 in London. Am 11. April 1946 fand der Film schliesslich auch seine deutsche Erstaufführung.
Bei den Internationalen Filmfestspielen von Cannes wurde Leopold Lindtberg 1946 sowohl mit dem Hauptpreis (Grand Prix) als auch mit dem Internationalen Friedenspreis ausgezeichnet. Im Jahr darauf erhielt Die letzte Chance in Los Angeles den Golden Globe Award für denjenigen Film, der am besten für internationale Verständigung wirbt.

## Kritik
Von der Kritik wurde Die letzte Chance enthusiastisch gefeiert. Besprechungen gab es unter anderem in Motion Picture Herald (New York), Vol. 161, Nr. 7, 17. November 1945, in Theatre Arts, Vol. 29, Nr. 12, Dezember, 1. Dezember 1945, in New York Motion Picture Critics Reviews, Vol. 2, Nr. 42, 3. Dezember 1945, in Cinématographie Française (Paris), Nr. 1138, 5. Januar 1946, in Today’s Cinema, Vol. 66, Nr. 5296, 25. Januar 1946 und in Kinematograph Weekly (London), Nr. 2024, 31. Januar 1946.
In Kay Wenigers Lexikon «Es wird im Leben dir mehr genommen als gegeben» ist zu lesen: «Erst wenige Monate vor dem Untergang des 3. Reichs wagte damit die Schweiz erstmals, einen Film zu produzieren, der nicht nur eindeutig gegen den Krieg im Allgemeinen Stellung bezog, sondern auch gegen den Verfolgungsterror» der Nationalsozialisten. Weiter heisst es: «Erzählt wurde die Geschichte eines international zusammengewürfelten Flüchtlingstrecks, der versucht, verfolgt und bedroht von ihnen nachstellenden deutschen Wehrmachtssoldaten, von Norditalien über die Schweizer Grenze in Sicherheit zu gelangen. ‹Die letzte Chance› geriet dabei weniger zum antideutschen Propagandastück; vielmehr schuf Lindtberg erneut ein von tief empfundener Menschlichkeit und Hilfsbereitschaft getragenes Werk, das mit der Botschaft des völkerverständigenden Humanismus zugleich einen verhaltenen Optimismus für eine bessere Zukunft, in der Krieg, Hass und Verfolgung ausgeschlossen sind, verband.»
Buchers Enzyklopädie des Films schrieb: «Mit dokumentarischer Strenge hat Lindtberg, der vorwiegend mit Amateuren arbeitete, die Geschichte realistisch und nüchtern gestaltet und zugleich das Problem der schweizerischen Flüchtlingspolitik aufgezeigt. Die ehrliche Machart und menschliche Aussage des Films haben ihm zu einem internationalen Erfolg verholfen; bis zum Aufkommen des Neuen Schweizer Films galt er als der Schweizer Film par excellence.»
Reclams Filmführer konstatierte: «Lindtberg hat diesen dokumentarischen Spielfilm mit nüchternem Realismus inszeniert. Er drehte überwiegend mit Laien, wobei die beiden englischen Soldaten und der amerikanische Sergeant einen Teil ihres eigenen Schicksals nachspielten.  […] Die Aktualität des Themas und die Ehrlichkeit des Films in Absicht und Form machten ihn kurz nach dem Krieg zu einem großen Erfolg.»
Das Lexikon des Internationalen Films urteilte über Die letzte Chance: «Unpathetischer dokumentarischer Spielfilm (zum Teil spielen Laien ihre eigenen Schicksale); ein bewegender Appell für mehr Menschlichkeit.»